# Cruel (álbum)
Cruel é o quarto e último álbum de estúdio do cantor e compositor capixaba Sérgio Sampaio, gravado em 1994 e lançado em 2006 pela gravadora Saravá.

## Contexto
Após o lançamento de Sinceramente, em 1982, Sérgio Sampaio se encontrava afastado da mídia e com graves problemas de saúde. O álbum vendeu menos de 4.000 cópias  e as crises de pancreatite que acompanhavam Sampaio desde a década de 1970 levaram o compositor a reformular hábitos e deixar de consumir álcool gradualmente, até parar completamente no começo da década de 1990. Neste período, Sérgio apresentava-se quase sempre sozinho cantando e tocando violão e nestas apresentações aconteceram performances de cerca de cinquenta composições próprias inéditas.
Em busca de um selo para um novo álbum, Sampaio selecionou 10 composições e gravou em 1993 uma demo no Estúdio Livre, em Salvador por sugestão do músico Xangai. No começo de 1994, recebe o convite do selo paulista Baratos Afins para seu projeto, que é interrompido pelo falecimento de Sérgio Sampaio, semanas depois.

## Recuperação e produção
Durante a década de 1990, a carreira de Sérgio Sampaio recebeu um reconhecimento inusual das duas décadas anteriores. O sucesso de 1972 Eu Quero É Botar Meu Bloco Na Rua havia sido regravado pelo grupo Roupa Nova em 1993 e por Elba Ramalho em 1995, além da inédita Cruel, gravada por Luiz Melodia para seu álbum 14 Quilates. Um show chamado Balaio do Sampaio organizado por Sérgio Natureza foi realizado em 1996, no Rio de Janeiro, com a participação de Alceu Valença, Eduardo Dusek, Hyldon, Marcos Sacramento, Renato Piau, Jards Macalé, Elza Maria, Chico Caruso, Salgado Maranhão, Euclides Amaral, Elisa Lucinda e do escritor Rodrigo Moreira. Em 1998, o show Balaio do Sampaio daria nome a uma coletânea em homenagem a Sérgio por vários músicos brasileiros.
Após Zeca Baleiro receber da ex-esposa de Sampaio as gravações inéditas do compositor, começa um trabalho de recuperação dos áudios e produção de um álbum póstumo de Sampaio, realizada pelo próprio Zeca Baleiro, junto a Sérgio Natureza, Charles Gavin e Rodrigo Moreira, biógrafo de Sérgio Sampaio. Para este disco, foram acrescentados alguns instrumentos às gravações de voz e violão deixadas por Sérgio Sampaio. O álbum foi lançado em formato CD em 2006 com um encarte que trazia um pequeno depoimento de Sergio Natureza e texto biográfico por Rodrigo Moreira.

## Lista de faixas
Todas as faixas compostas por Sérgio Sampaio, exceto onde assinalado.
| N.º            | Título                              | Compositor(es)                  | Duração |  |
| 1.             | "Em Nome de Deus"                   |                                 | 3:26    |  |
| 2.             | "Roda Morta"                        | Sérgio Sampaio, Sérgio Natureza | 3:02    |  |
| 3.             | "Polícia Bandido Cachorro Dentista" |                                 | 2:04    |  |
| 4.             | "Brasília"                          |                                 | 4:05    |  |
| 5.             | "Magia Pura"                        |                                 | 3:28    |  |
| 6.             | "Rosa Púrpura de Cubatão"           |                                 | 3:03    |  |
| 7.             | "Muito Além do Jardim"              |                                 | 4:01    |  |
| 8.             | "Real Beleza"                       |                                 | 3:36    |  |
| 9.             | "Pavio do Destino"                  |                                 | 3:51    |  |
| 10.            | "Quero Encontrar Um Amor"           |                                 | 2:08    |  |
| 11.            | "Quem É do Amor"                    |                                 | 2:29    |  |
| 12.            | "Cruel"                             |                                 | 2:54    |  |
| 13.            | "Uma Quase Mulher"                  |                                 | 3:01    |  |
| 14.            | "Maiúsculo"                         |                                 | 3:06    |  |
| Duração total: | Duração total:                      | Duração total:                  | 44:14   |  |

## Créditos
- Sérgio Sampaio - vocal, violão em todas as faixas [11]

### Músicos adicionais
- Cláudio Faria - Trompete (nas faixas 1 e 8)
- Rogério Delayon - Violão, baixo elétrico, guitarra elétrica e violão de 12 cordas (nas faixas 1, 2, 3, 4, 6, 7, 8, 9 e 12)
- Sacha Amback - Piano (nas faixas 1, 4 e 8)
- Fernando Nunes - Violão, guitarra elétrica, baixo elétrico (nas faixas 2, 6, 7 e 12)
- Guilherme Kastrup - Bateria e percussão (nas faixas 2, 3, 4, 5, 6, 7, 8, 9, 10 e 12)
- Tuco Marcondes - Dobro, violão, baixo elétrico, órgão Hammond, guitarra elétrica, piano (nas faixas 2, 5, 10, 11 e 13)
- Bocato - Trombone (nas faixas 3 e 12)
- Paulo Lepetit - Baixo elétrico (na faixa 3)
- Paulo Bira - Contrabaixo (nas faixas 4 e 5)
- Milton Guedes - Gaita, flauta, vocal e assobio (nas faixas 5, 7, 9, 10, 11 e 12)
- Swami Júnior - Violão de 7 cordas (nas faixas 6 e 14)
- Lui Coimbra - Violoncelo (nas faixas 9 e 11)
- Patricia Mellodi - Vocal (nas faixas 9, 10, 11 e 12)
- Suely Mesquita - Vocal (nas faixas 9, 10, 11 e 12)
- Zezinho Pitoco - Clarinete (na faixa 14)

### Ficha técnica
- Zeca Baleiro - Produção [10]
- Damien Seth - Co-produção, mixagem, gravação
- Walter Costa - Co-produção, gravação
- Jade Pereira - Masterização